# Club der roten Bänder
Club der roten Bänder è una serie televisiva trasmessa da VOX e basata sulla serie televisiva catalana Polseres vermelles.
Il 5 dicembre 2016, VOX ha rinnovato la serie per una terza e ultima stagione. La terza stagione è stata trasmessa a partire dal 13 novembre 2017. L'ultimo episodio della terza stagione è andato in onda l'11 dicembre 2017, segnando la fine della serie.

## Trama
La serie racconta la storia dell'amicizia tra i giovani pazienti dell'ospedale Albertus-Klinikum di Colonia. Riguarda principalmente il gruppo di Leo, Jonas, Hugo, Emma, Alex e Toni, che si uniscono per formare il Club der roten Bänder, il "club dei braccialetti rossi", un gruppo il cui scopo principale è quello di farsi coraggio a vicenda. Gli adolescenti trascorrono il loro tempo insieme nel reparto bambini e giovani dell'Ospedale Albertus, e più tardi in una casa in riva al lago. Insieme combattono contro le loro malattie e insieme padroneggiano i problemi della crescita. Una caratteristica speciale di questa serie ospedaliera è che ruota esclusivamente attorno ai pazienti e non ai medici.

## Personaggi

### Personaggi principali

#### Leo Roland
Leo Roland è il leader del Clubs der roten Bänder. A causa di un cancro gli viene amputata una gamba. Viene anche chiamato "veterano" nel reparto pediatrico perché è nel reparto pediatrico da molto tempo e combatte sempre la sua malattia. Con il suo tono di commiato e molto umorismo, riesce rapidamente a riunire le più diverse personalità del reparto bambini. Ma nonostante la sua natura positiva, Leo teme sempre che la malattia possa tornare. In una "leggendaria" corsa su sedia a rotelle nella soffitta della clinica, ha sconfitto il suo rivale Ruben. All'inizio della seconda stagione, Leo ed Emma diventano una coppia. Quando viene dimesso va a studiare a Berlino, terminando così la relazione. Poco prima della dimissione di Leo, un esame di routine rivela che il cancro è tornato e che si è diffuso in tutto il suo fegato. Una biopsia conferma la diagnosi e le sue possibilità di sopravvivenza sono basse. Alex gli mostra praticamente come la sua vita sarebbe stata senza la malattia: anche se avrebbe avuto una vita felice, senza di lui il "Club dei braccialetti rossi" non sarebbe mai esistito e i suoi amici sarebbero stati molto peggio. Dopo che un'ultima terapia non ha avuto successo, viene dimesso. Dal suo "mentore" Benito, Leo ha ereditato una casa su un lago dove trascorre i suoi ultimi giorni con gli amici del club. Poco prima della sua morte, intraprende con ciascuno dei suoi amici un "viaggio" virtuale in cui incontrano il sano Leo, e così può dire addio a lui. Parla anche con lo spirito di Alex al lago ed insieme assistono al funerale di Leo, nel corso del quale Jonas tiene il discorso funebre scritto da Hugo.

#### Jonas Neumann
Jonas Till Neumann è il secondo leader del Club. Come al suo compagno di stanza Leo, nel corso della prima stagione, gli viene amputata una gamba a causa di un cancro.

#### Emma Wolfshagen
Emma Wolfshagen è l'unica ragazza del Club. È stata nel reparto pediatrico per molto tempo, soffrendo di anoressia. Pertanto, si sente poco attraente e ha difficoltà a prendere decisioni. Nella prima stagione, si avvicina a Jonas ed entrambi diventano una coppia. Alla fine della stagione viene dimessa, ma prima, all'inizio della seconda stagione, visita i suoi amici in ospedale tutti i giorni. Nel frattempo, Leo e lei diventano una coppia. Dopo che Emma si è impegnata a studiare a Berlino, Leo conclude la relazione per non intralciarla. Emma si trasferisce a Berlino in un appartamento condiviso e si fidanza col suo nuovo compagno di stanza, Viktor. Durante una visita con Viktor a Colonia, soffro di un attacco di panico ed è ricoverata di nuovo in ospedale, dove i medici ritengono che la malattia è indietro, ma quello che non si vuole ammettere. Solo Kim la riporta in sé e si unisce di nuovo al club. Emma e Leo diventano di nuovo coppia. Cerca disperatamente modi per salvare la vita di Leo, ma poi si rende conto che è meglio essere lì solo per lui.

#### Alexander "Alex" Breidtbach
Alexander "Alex" Breidtbach è il carino nel club dei braccialetti rossi. Soffre di una grave malattia cardiaca e muore nell'ottavo episodio della prima stagione in un rischioso intervento al cuore. Dalla seconda stagione, appare come "spirito" agli altri membri del club, a ciascuno dei quali ha distribuito il 20% della propria vita tra di loro, e dà loro dei consigli. Permette a Leo di conoscere che tipo di vita avrebbe avuto se non fosse stato malato.

#### Hugo Krüger
Hugo Krüger è l'anima buona del Club. È già in coma da due anni all'inizio della prima stagione, dopo essere caduto dal trampolino di una piscina alto 10 metri. In coma, Hugo viene a sapere cosa sta succedendo nel suo ambiente e in ospedale e commenta gli eventi dal luogo dove si trova. Nell'ultimo episodio della prima stagione Hugo si risveglia dal coma dopo che i suoi amici hanno cantato insieme una canzone per lui. Nella seconda stagione le sue condizioni migliorano gradualmente, anche se deve imparare di nuovo a parlare e a camminare. Aiuta Sara a svegliarsi dal coma. Alla fine, impara anche a camminare di nuovo. Quando viene dimesso viene celebrata una festa di addio sul campo da basket della clinica, dove tutti i membri del club si incontrano di nuovo. A scuola, Hugo è vittima di bullismo da parte di Maik, che in seguito diventa suo amico. Hugo racconta la storia del Club e dopo la morte di Leo la pubblicata sotto forma di romanzo.

## Cast

### Cast principale
| Attore             | Personaggio        | Stagioni | Episodi        | Ruolo nel club      | Osservazioni                                                                 |
| ------------------ | ------------------ | -------- | -------------- | ------------------- | ---------------------------------------------------------------------------- |
| Tim Oliver Schultz | Leo Roland         | 1-3      | 1-30           | Il leader           | Amico di Emma, fratello di Tabea, zio di Hanna, muore.                       |
| Damian Hardung     | Jonas Neumann      | 1-3      | 1-30           | Il secondo leader   | Ex fidanzato di Emma                                                         |
| Luise Befort       | Emma Wolfshagen    | 1-3      | 1-30           | La ragazza          | Fidanzata di Leo, ex fidanzata di Jonas e Victor                             |
| Timur Bartels      | Alex Breidtbach    | 1-3      | 1-8, 11-28, 30 | Quello carino       | Muore e riappare come "spirito"                                              |
| Nick Julius Schuck | Hugo Krüger        | 1-3      | 1-30           | Lo spirito buono    | Cronista del club                                                            |
| Ivo Kortlang       | Anton "Toni" Vogel | 1-3      | 2-30           | Quello intelligente | Autistico, dal suo rilascio diventa infermiere ospedaliero, amico di Valerie |

Osservazioni
1. ↑  Non appare negli episodi 9, 10 e 29, ma viene scelto come attore principale per tutta la serie.
2. ↑  Indicato come personaggio principale dall'episodio 1, ma compare solo dall'episodio 2.

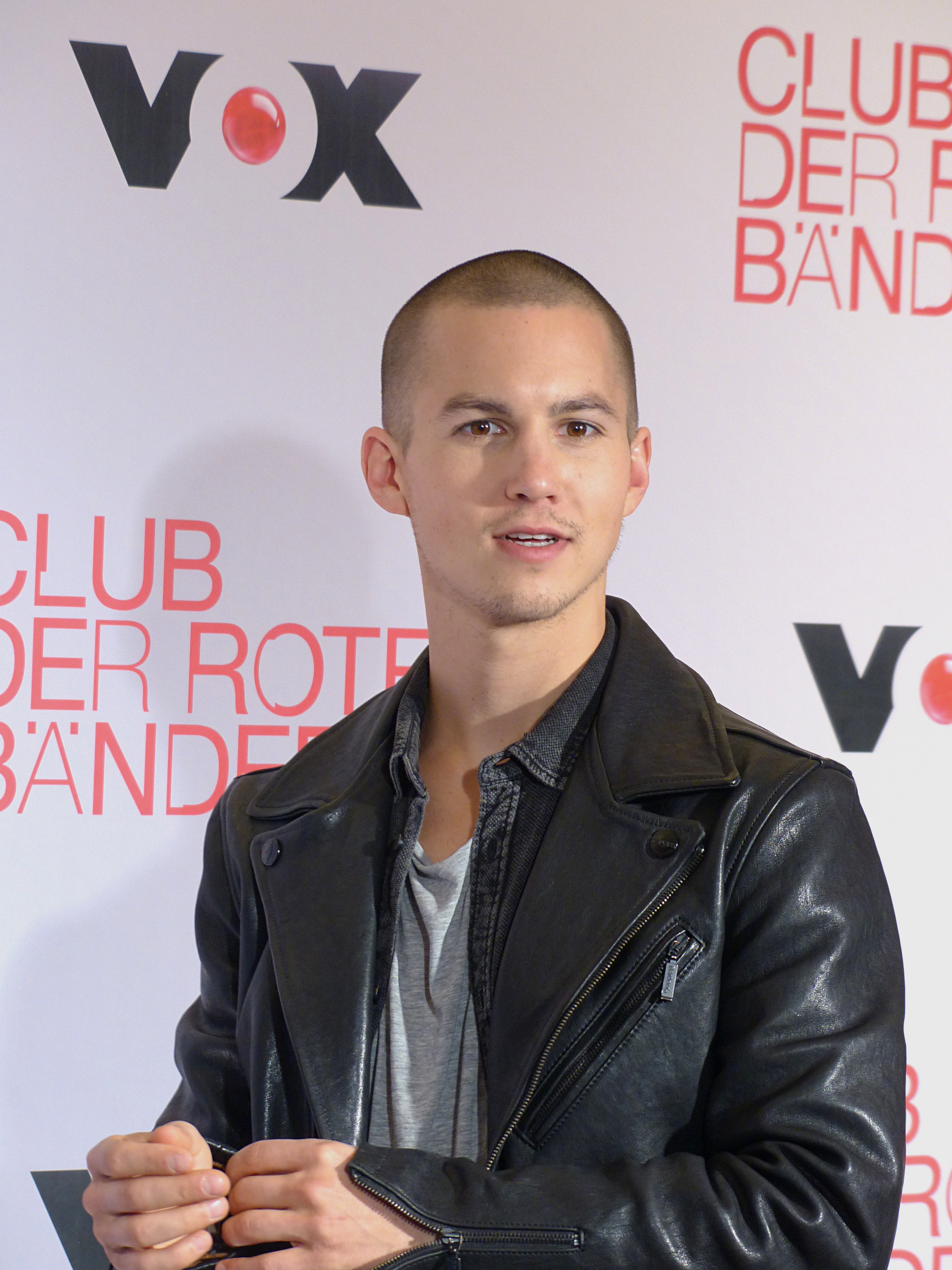
Tim Oliver Schultz (2016)
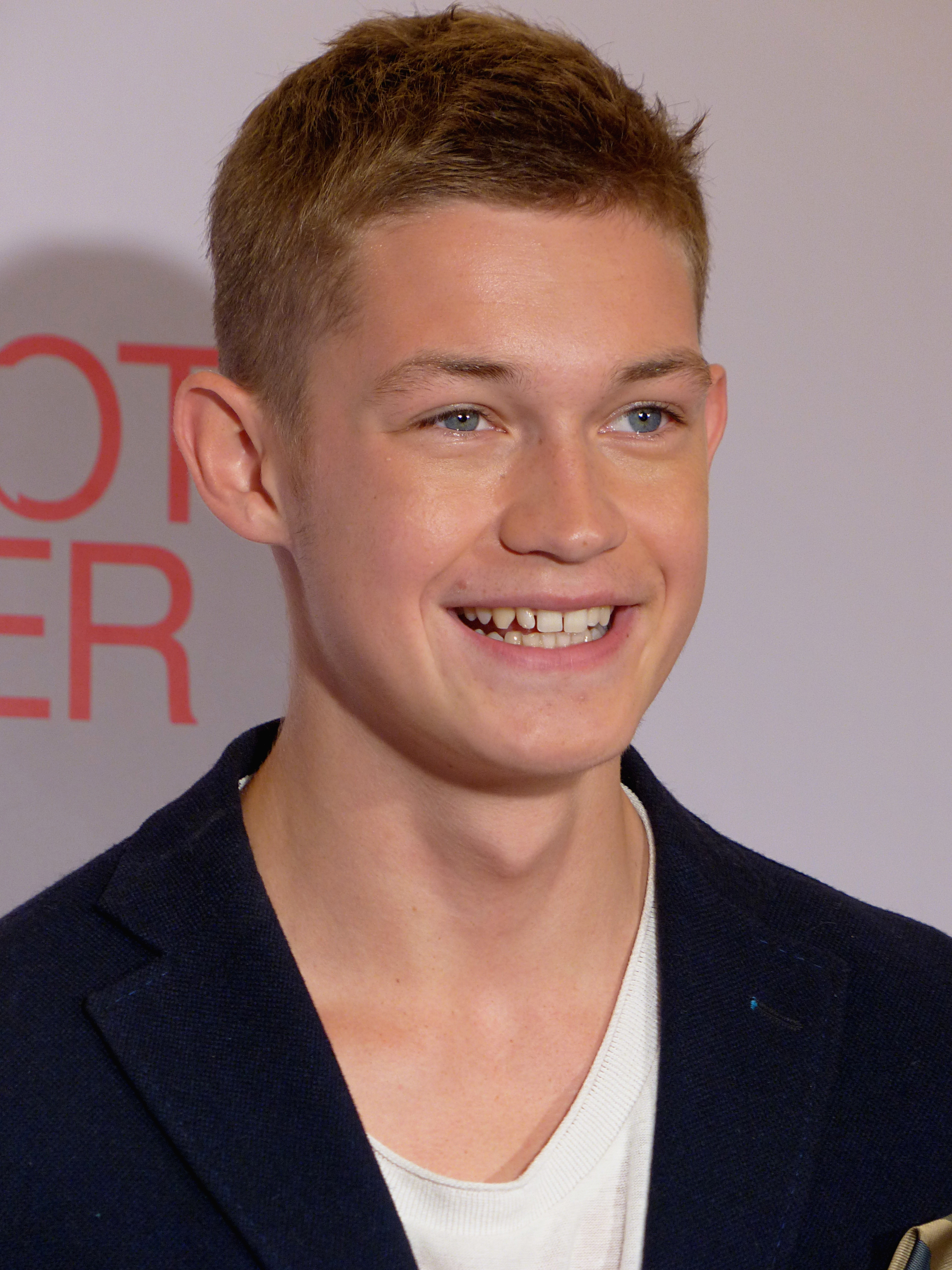
Damian Hardung (2016)
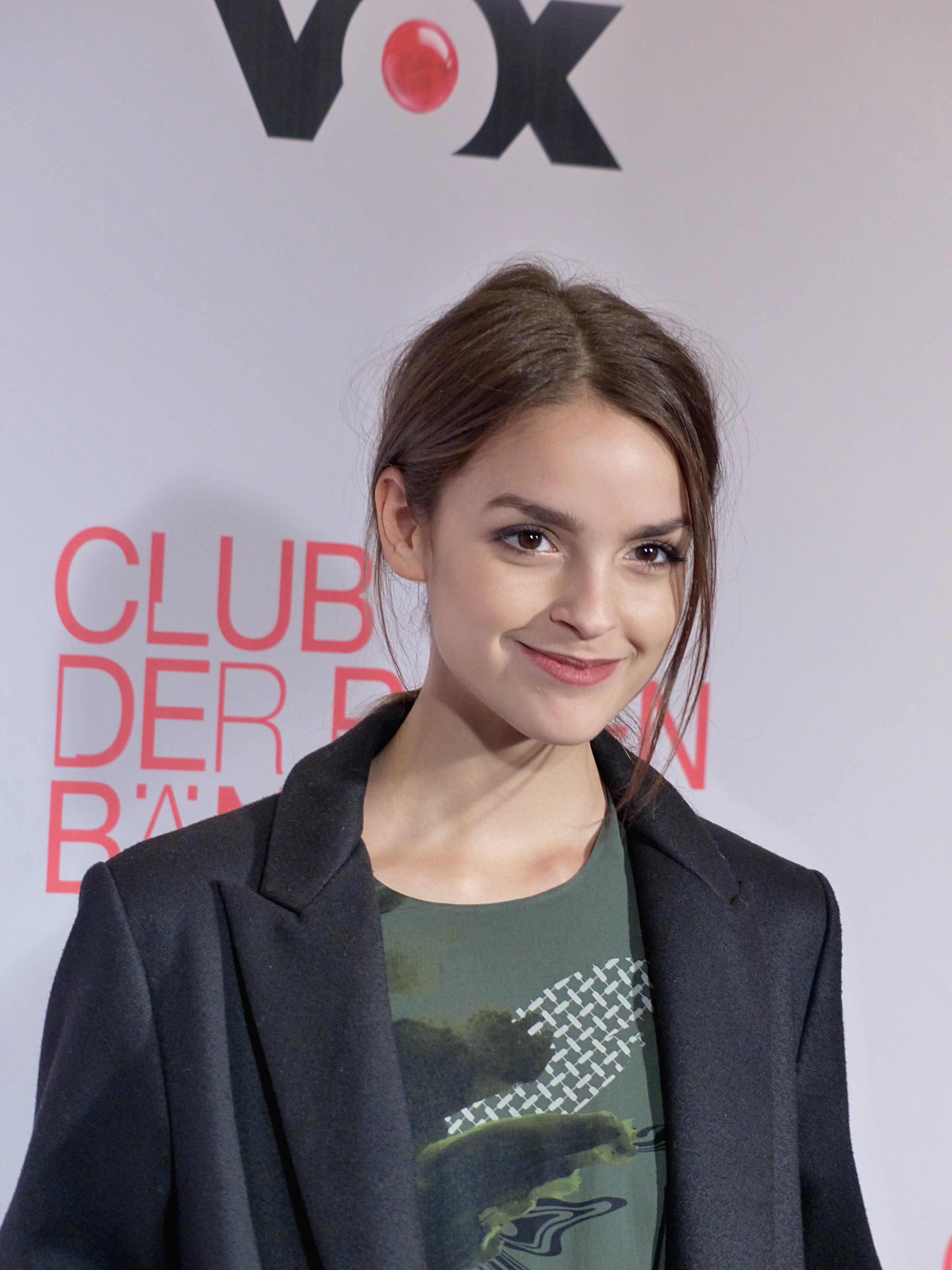
Luise Befort (2016)
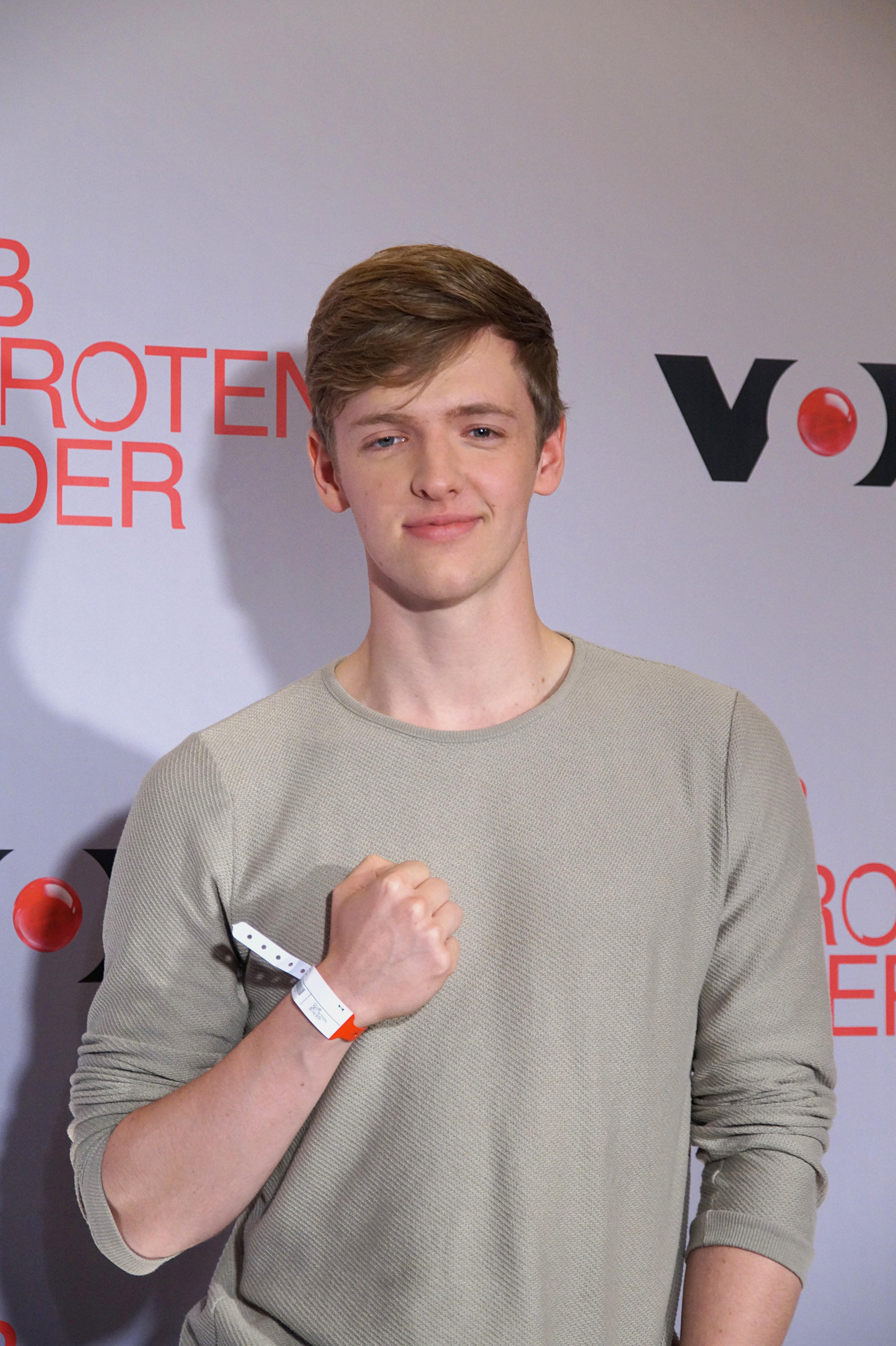
Timur Bartels (2016)
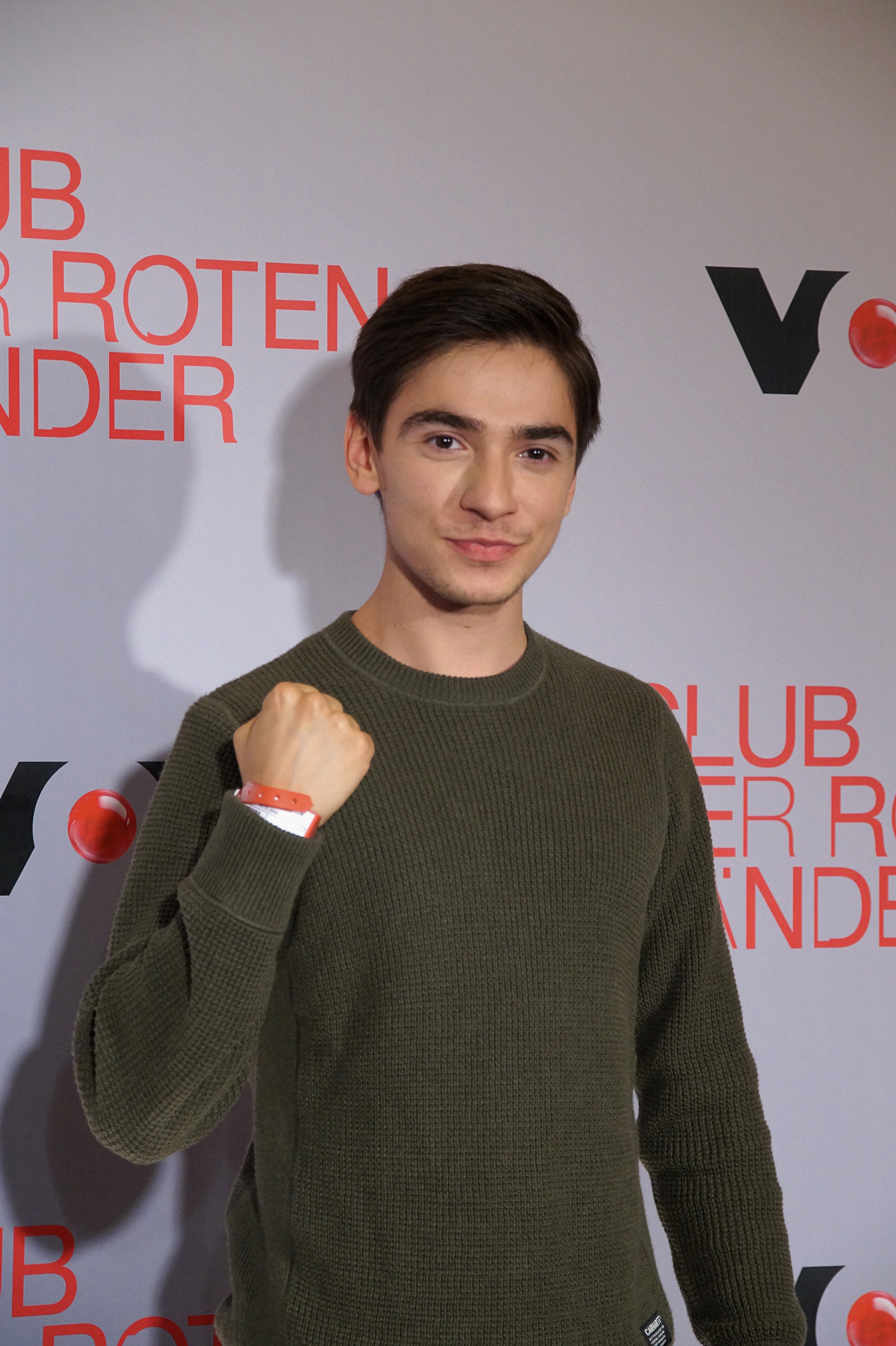
Ivo Kortlang (2016)
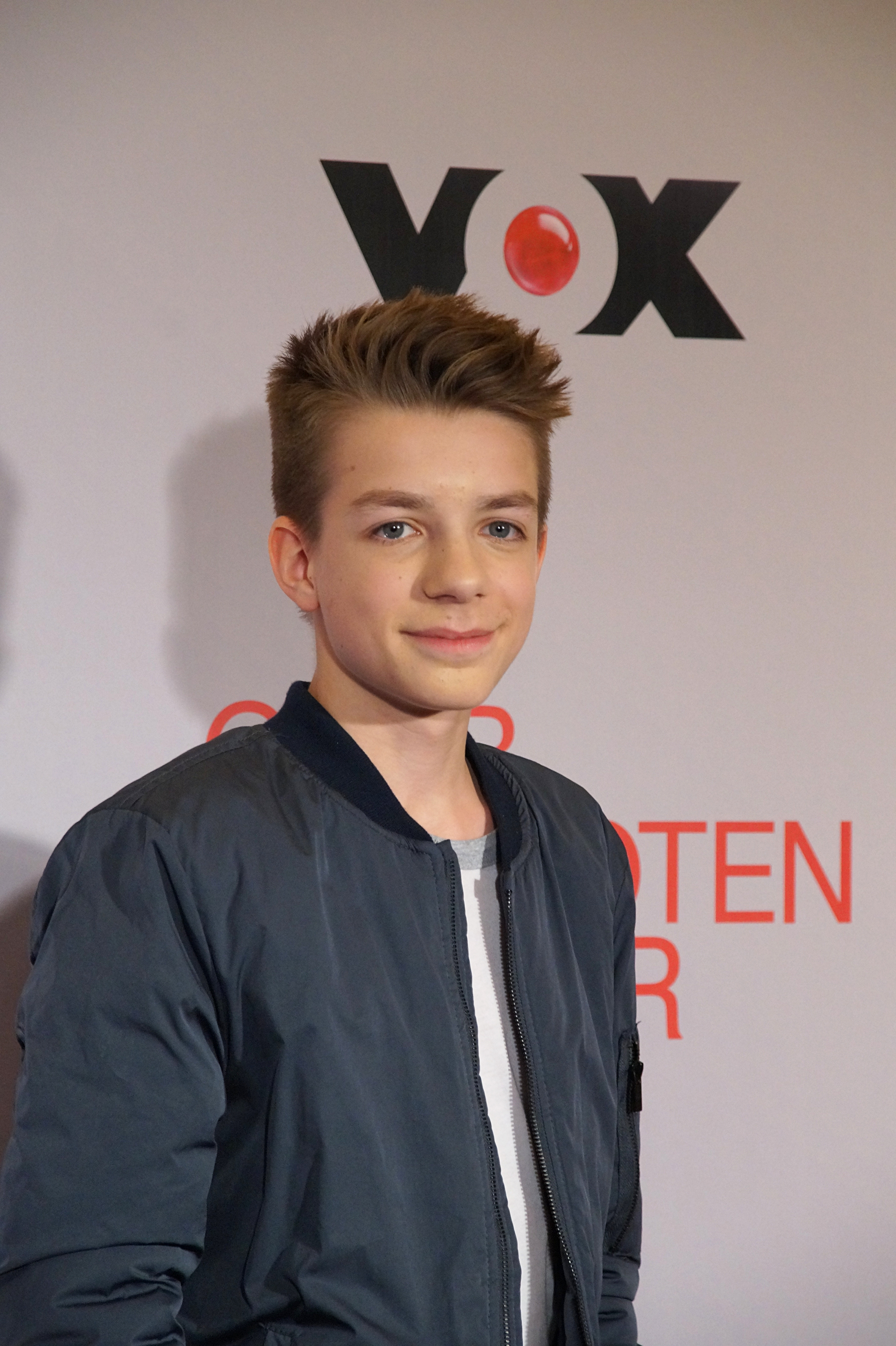
Nick Julius Schuck (2016)

### Cast secondario
| Personaggio                | Attore                  | Stagioni | Episodi                                | Osservazioni                                                                         |
| -------------------------- | ----------------------- | -------- | -------------------------------------- | ------------------------------------------------------------------------------------ |
| Personale ospedaliero      |                         |          |                                        |                                                                                      |
| Prof. Dr. Reusch           | Julia Grafflage         | 1–3      | 1–6, 8–26, 29–30                       | Medico anziano nel reparto bambini e giovani                                         |
| Deniz alias „Dietz“        | Sahin Eryilmaz          | 1–3      | 1–2, 4–6, 8–9, 11–28, 30               | Infermiere                                                                           |
| Svenja                     | Larissa Aimée Breidbach | 1–2      | 1–2, 11, 19                            | Infermiera                                                                           |
| Silke                      | Phillis Dayanir         | 1–3      | 2–3, 6, 10–11, 17–18, 30               | Infermiera                                                                           |
| Dr. Hein                   | Jonas Baeck             | 1–3      | 2–3, 8–9, 11–18, 20–26, 29–30          | Assistenzarzt in der Kinder- und Jugendstation                                       |
| Dr. Seckendorff            | Rainer Laupichler       | 1–2      | 4, 11, 17                              | Medico anziano nel reparto bambini e giovani                                         |
| Dr. Gustl                  | Julia Doege             | 1–2      | 5, 10, 16, 18–19                       | Dottore di Emma                                                                      |
| Dr. Wendtland              | Folker Banik            | 1        | 7–9                                    | Dottore in chirurgia cardiaca                                                        |
| Pazienti                   |                         |          |                                        |                                                                                      |
| Benito König               | Matthias Brenner        | 1–2      | 1–13, 15–18, 20                        | Il mentore di Leo, muore                                                             |
| Rudi                       | Rolf Berg               | 1–3      | 3, 5–7, 9–12, 18–19, 22, 24–26, 30     | Il compagno di stanza di Benito                                                      |
| Ruben                      | Dominik Buch            | 1–3      | 5–7, 12, 21–22, 25–26, 30              | Pazienta, Rivale di Leo (St. 1)                                                      |
| Olga                       | Julia Jendroßek         | 1–2      | 5–7, 15                                | Compagna di stanza di Emma (St. 1), Stagista a Berlino (St. 2)                       |
| Template:AnkerFinn Kruse   | Max Jakoby              | 2        | 13–19                                  | Paziente malato di leucemia                                                          |
| Luis Wieland               | Jonathan Jakobsson      | 2        | 13–14                                  | Il compagno di stanza di Finn, che aveva un linfoma, muore                           |
| Sara Winter                | Luna Maxeiner           | 2–3      | 13, 15–19, 25                          | La compagna di stanza di Sussi                                                       |
| Susanna „Sussi“ Lilienthal | Fleur Julie MacLaine    | 2–3      | 13, 15–17, 19, 25                      | La compagna di stanza di Sara                                                        |
| Kim                        | Nele Schepe             | 2–3      | 15–20, 22                              | Co-paziente di Leo, ha un cancro al seno, sorella di Daniel                          |
| Valerie                    | Amber Bongard           | 3        | 23–26, 28, 30                          | Paziente affetto dalla sindrome di Tourette, fidanzata di Toni, ex ragazza di Sascha |
| Famiglia, amici e altri    |                         |          |                                        |                                                                                      |
| Matthias Breidtbach        | Andreas Guenther        | 1        | 1–4, 6–9                               | Il padre di Alex                                                                     |
| Marvin                     | Rouven David Israel     | 1, 3     | 1–4, 8, 30                             | Il compagno di scuola di Alex                                                        |
| Sabine Krüger              | Stephanie Kämmer        | 1–3      | 1–2, 4, 8–17, 19–28, 30                | La madre di Hugo, pagliaccio nel reparto bambini e giovani                           |
| Sebastian Neumann          | Jens Kipper             | 1–3      | 1–2, 5, 7, 9, 13, 15, 19, 24, 30       | Il padre di Jonas                                                                    |
| Anne Neumann               | Alexandra Schalaudek    | 1–3      | 1–2, 5, 9, 11, 13, 15–19, 21, 30       | La madre di Jonas                                                                    |
| Tabea Roland               | Julie Stark             | 1–3      | 1–2, 7–10, 13, 15–16, 20–26, 29–30     | La sorella di Leo, ex fidanzata di Mark, madre di Hanna                              |
| Charlotte Breidtbach       | Anna von Haebler        | 1        | 2–4, 6–9                               | La matrigna di Alex                                                                  |
| Karl Vogel                 | Dieter Schaad           | 1–3      | 2–4, 11–16, 25–26, 30                  | Il nonno di Toni                                                                     |
| Christine Wolfshagen       | Alice Gruia             | 1–3      | 2, 9, 11–12, 16–17, 19, 21, 23, 26, 30 | La madre di Emma                                                                     |
| Laura                      | Nicole Mercedes Müller  | 2        | 14–15, 17                              | Amica di Jonas                                                                       |
| Victor                     | Lucas Reiber            | 2        | 14–19                                  | L'ex fidanzato di Emma a Berlino                                                     |
| Iris                       | Isabell Polak           | 3        | 21–30                                  | Paramedico, istruttore di nuoto dei Paralympioniken (con Jonas)                      |
| Maik                       | Marvin Jones            | 3        | 22–25, 28–29                           | Compagno di classe di Hugo                                                           |
|                            | Katharina Palm          | 3        | 22–24, 30                              | L'insegnante di Hugo                                                                 |
| Tobias Pollap              | Tobias Pollap           | 3        | 23–24, 26, 28, 30                      | Paralimpico                                                                          |
| Herr Roland                | Jürgen Hartmann         | 3        | 25, 29–30                              | Barista, Padre di Tabea e Leo, nonno di Hanna                                        |

Osservazioni
1. ↑  Nell'episodio 20 si sente solo la voce
2. ↑  Nell'episodio 30 compare in una foto.
3. ↑  Negli episodi 23 e 24 solo sullo sfondo, nell'episodio 30 compare solo in una foto.

## Produzione

### Genesi
La serie si basa sul bestseller Braccialetti rossi di Albert Espinosa. Il libro contiene resoconti autobiografici del periodo trascorso da Espinosa come paziente oncologico: per più di dieci anni, è stato in ospedale. Proprio come due dei personaggi principali di Club der roten Bänder, gli è stata amputata una gamba. I personaggi della serie sono basati sulle amicizie che ha fatto durante quel periodo.

## Episodi
| Stagione         | Episodi | Prima TV Germania | Prima TV Italia |
| ---------------- | ------- | ----------------- | --------------- |
| Prima stagione   | 10      | 2015              | Inedita         |
| Seconda stagione | 10      | 2016              | Inedita         |
| Seconda stagione | 10      | 2017              | Inedita         |

## Documentari
Il 14 dicembre 2015 è stato trasmesso il documentario di due ore Club der roten Bänder – Eine Geschichte bewegt die Welt. Questo ha mostrato molte interviste, anche con Albert Espinosa, e le impressioni delle riprese. Il documentario è stato visto da 1,79 milioni di telespettatori, meno della serie stessa. Al 5,7 per cento, ha comunque raggiunto una quota di mercato significativa. Nel gruppo target rilevante per la pubblicità, ancora una volta è stato registrato un valore a due cifre del 10,4% per 1,15 milioni di telespettatori.
Il 12 dicembre 2016 è stato trasmesso un altro documentario di due ore intitolato Club der roten Bänder – Die Geschichte lebt weiter!. Essa mostra materiale dalla produzione della seconda stagione ed altre interviste, anche con Albert Espinosa e i protagonisti della serie. Inoltre, viene mostrato il viaggio dei personaggi principali per gli ultimi giorni di ripresa della stagione sull'isola di Texel. Inoltre, i bambini e gli adolescenti possono essere trovati nella documentazione, che lotta contro la leucemia, l'anoressia, il cancro ai polmoni e altre malattie. Riferiscono sulle loro vite quotidiane, sulle loro battute d'arresto e sui momenti personali di felicità. Il documentario ha visto un totale di 1,59 milioni, di cui 1,05 milioni in età relativa alla pubblicità. Così, il documentario realizzato molto buona quota di mercato del 9,7 per cento nel 14-49 gruppo di età, ma un totale di soli cinque per cento.
Durante la trasmissione della terza stagione dal 13 novembre 2017, un documento di accompagnamento in cinque parti intitolato Wir sind unbesiegbar! andò in onda alle 22:10. Negli episodi di un'ora là making-series e ritratti degli attori di essere visto. Inoltre, i temi degli episodi sono anche illuminati. Il documentario presenterà anche il creatore della serie Espinosa nella sua natia Barcellona e durante le riprese della terza stagione. Il primo episodio ha visto un totale di 1,26 milioni, di cui 0,75 milioni nell'età relativa alla pubblicità tra i 14 ei 49 anni. Così, il documentario realizzato molto buona quota di mercato del 9,6 per cento nel 14-49 gruppo di età, ma un totale di solo il 5,4 per cento.

## Film
Il 14 febbraio 2019 è stato distribuito nei cinema dalla Universum Film il film Club der roten Bänder - Wie alles begann prodotto dalla Bantry Bay Productions. Il film funge da prequel della serie.
Il regista del film è Felix Binder, che ha diretto dieci episodi della serie originale. La sceneggiatura è stata scritta da Arne Nolting e Jan Martin Scharf, che erano anche responsabili delle sceneggiature della serie originale. L'intero cast principale della serie originale è composta da Tim Oliver Schultz, Luise Befort, Nick Julius Schuck, Damian Hardung, Ivo Kortlang und Timur Bartels è anche coinvolto nel film.
La Film- und Medienstiftung NRW ha contribuito alla produzione del film con un milione di euro.

## Accoglienza

### Critica
Le recensioni in Germania sono per lo più positive. Secondo Albert Espinosa, la versione tedesca di Polseres vermelles è la migliore al mondo.

### Riconoscimenti
- 2015 - Mannheim-Heidelberg International Filmfestival
  - Nomination International Competition Serial Dramas

- 2016 - Bavarian TV Awards
  - Producing
  - Directing a Richard Huber

- 2016 - German Screen Actors Awards
  - Miglior cast

- 2016 - German Television Awards
  - Miglior serie
- Miglior produzione a/o Costume Design
  - Nomination Miglior musica a Jens Oettrich

- 2016 - Günter Strack TV Award
  - Nomination Miglior giovane attore a Damian Hardung

- 2016 - Jupiter Award
  - Miglior serie televisiva tedesca

- 2016 - New Faces Awards
- Special Award

- 2017 - German Television Awards
  - Miglior serie
  - Nomination Miglior sceneggiatura a Jan Martin Scharf e Arne Nolting

- 2017 - Günter Strack TV Award
  - Nomination Miglior giovane attore a Ivo Kortlang

- 2017 - Premio Emmy
  - International Emmy Kids Award alla miglior serie televisiva

- 2017 - Jupiter Award
  - Miglior serie televisiva tedesca